# هاوارد بلیک
هاوارد بلیک (انگلیسی: Howard Blake؛ زادهٔ ۲۸ اکتبر ۱۹۳۸) آهنگساز اهل انگلستان است. وی تاکنون بیش از ۵۰ سال مشغول فعالیت بوده و بیش از ۶۵۰ کار را ساخته است.

## موسیقی فیلم
- دوئل‌بازها (۱۹۷۷)
- معمای شن‌ها (۱۹۷۸)
- فامیل‌های خونی (۱۹۷۸)
- اس.او.اس. تایتانیک (۱۹۷۹)
- فلش گوردن (۱۹۸۰)
- آدم‌برفی (۱۹۸۲)
- اربابان انضباط (۱۹۸۳)
- یک ماه بیرون از شهر (۱۹۸۷)
- رؤیای شب نیمه تابستان (۱۹۹۶)
- خرس (۱۹۹۹)
- زندگی من تاکنون (۲۰۰۰)